# 1785 في المملكة المتحدة
فيما يلي قوائم الأحداث التي وقعت خلال عام 1785 في المملكة المتحدة.

## سياسة

### تعيين في المنصب
- 20 أبريل – توماس وارتون شاعر بلاط المملكة المتحدة.

## ظهور
- 1 يناير – ذي تايمز

## مواليد

### يناير
- 1 يناير – جون هيندمارش

### مارس
- 22 مارس – آدم سيدجويك جيولوجي من المملكة المتحدة.

### يوليو
- 6 يوليو – ويليام هوكر
- 19 يوليو – ماريا غراهام فنانة بريطانية.

### ديسمبر
- 16 ديسمبر – توماس بيل

## وفيات

### يونيو
- 30 يونيو – جيمس أوجلثورب (مواليد 1696)